# میلدنهال، سافک
latitudeمیلدنهال، سافکlongitudeمیلدنهال، سافک
میلدنهال، سافک (به انگلیسی: Mildenhall, Suffolk) یک شهرک در بریتانیا است که در انگلستان واقع شده‌است.

## خصوصیات
میلدنهال ۱۰٬۳۱۵ نفر جمعیت دارد.